# Газеты Абхазии
Газеты Абхазии — газеты, выходящие или выходившие в прошлом на территории Абхазии.
| Название                | Оригинальное название | Другие названия                                                 | Язык                          | Годы издания       | Направленность                               |
| ----------------------- | --------------------- | --------------------------------------------------------------- | ----------------------------- | ------------------ | -------------------------------------------- |
| Авангард                | ავანბარდი             |                                                                 | грузинский русский            | до 1992            | районная общественно-политическая            |
| Айдгылара               | Аидгылара             | Единение                                                        | абхазский русский             | 1989-1992          | партийная                                    |
| Акоммунизм Ахь          | Акоммунизм Ахь        |                                                                 | абхазский грузинский          | до 1992            | районная общественно-политическая            |
| Акуа-Сухум              | Аҟəа-Сухум            |                                                                 | абхазский русский             | с 19 августа 1998  | городская общественно-политическая           |
| Амцахара                | Амцахара              |                                                                 | абхазский русский             | с 1996             | партийная                                    |
| Амшен                   | Համշեն                |                                                                 | армянский русский             |                    | республиканская литературно-просветительская |
| Апсны                   | Аҧсны                 | Аҧсны ҟаҧшь (1921—1991)                                         | абхазский                     | с 1919             | республиканская общественно-политическая     |
| Ахьаца                  | Ахьаца                |                                                                 | абхазский русский             | с 2003             | партийная                                    |
| Бзыбь                   | Бзыҧ                  |                                                                 | абхазский русский             | с 1988             | районная общественно-политическая            |
| Боевой листок           |                       |                                                                 | русский                       | 1992-1993          | военная                                      |
| Вестник военной полиции |                       |                                                                 | русский                       | 1992-1993          |                                              |
| Взгляд                  |                       |                                                                 | русский                       | до 1992            |                                              |
| Гагра                   |                       |                                                                 | абхазский грузинский русский  | до 1990-х          | районная общественно-политическая            |
| Гал                     | Гал გალი              |                                                                 | абхазский мегрельский русский | с 1995             | районная общественно-политическая            |
| Демократическая Абхазия |                       |                                                                 | русский                       | 1992-1993          |                                              |
| Дроша                   |                       |                                                                 | грузинский                    | до 1992            | районная общественно-политическая            |
| Ецваджаа                | Еҵәаџьаа              |                                                                 | абхазский                     | с 2003             | литературная                                 |
| За наше Отечество       |                       |                                                                 | русский                       | 1992-1993          | военная                                      |
| Кокинос капнас          | Κοκινος καπνας        | Κομυνιστις (с 1937)                                             | греческий                     | 1932—1939          | республиканская общественно-политическая     |
| Коммунистури Шрома      |                       |                                                                 | грузинский, русский           | до 1992            | районная общественно-политическая            |
| Конфедерация            |                       |                                                                 | русский                       | 1992-1993          | военная                                      |
| Крунк                   |                       |                                                                 | русский                       | до 1992            | армянской диаспоры                           |
| Лэнинели                |                       |                                                                 | грузинский                    | до 1992            | районная общественно-политическая            |
| Мчита муруцхи           |                       |                                                                 | лазский                       | 1929-1938          | республиканская общественно-политическая     |
| Новый день              | Амш Ҿыц               |                                                                 | абхазский русский             | с февраля 2004     |                                              |
| Нужная газета           |                       |                                                                 | русский                       | с 1996             | общественно-политическая                     |
| Панорама Абхазии        |                       |                                                                 | русский                       | 1991-1992          |                                              |
| Республика Абхазия      |                       |                                                                 | русский                       | с 1991             | республиканская общественно-политическая     |
| Сабчота Абхазети        | საბჭოთა აფხაზეთი      | Абхазетис Хма (1989—1991)                                       | грузинский                    | 1937 — нач. 1990-х | республиканская общественно-политическая     |
| Советская Абхазия       |                       | Трудовая Абхазия (1924—1926) Голос Трудовой Абхазии (1921—1924) | русский                       | с 1921             | республиканская общественно-политическая     |
| Ткварчельский горняк    |                       |                                                                 | русский                       | до 1992            | городская общественно-политическая           |
| Фортуна                 |                       |                                                                 | русский                       | до 1992            |                                              |
| Форум                   | Афорум                |                                                                 | абхазский русский             | с 2005             | общественно-политическая                     |
| Христианская Абхазия    | Иқьырсиану Аҧсны      |                                                                 | абхазский русский             | с 2005             | религиозная                                  |
| Чегемская правда        |                       |                                                                 | русский                       | с 2004             | общественно-политическая                     |
| Эхо Абхазии             |                       |                                                                 | русский                       | с 1994             | общественно-политическая литературная        |